# 揖斐・長良川橋梁 (近鉄名古屋線)
揖斐・長良川橋梁（いび・ながらがわきょうりょう）は、三重県桑名市内の揖斐川・長良川に架かる近鉄名古屋線の橋梁である。

## 概要
桑名駅と近鉄長島駅の間に架かる全長987.2mに及ぶ鉄道橋で、近鉄の全橋梁では最も長い。木曽川橋梁とともに三重県内から名古屋への通勤通学輸送、名古屋と大阪を結ぶ都市間輸送、そして国内各地から伊勢志摩方面への観光輸送など、様々な役割を担う近鉄の基幹路線の一つを支える交通の要衝である。
現在の橋梁は1959年（昭和34年）9月に完成した2代目である。近鉄の公式資料では、名称を「揖斐川橋梁」としているものもある。

## 揖斐・長良川橋梁（関西急行電鉄）
元々は、三重県北中部を中心に鉄道による旅客輸送を行っていた伊勢電気鉄道が名古屋進出を図るに当たっての難関のひとつである木曽三川超えを克服するために国鉄から払い下げを受けた関西本線の揖斐・長良川橋梁（初代）であったが、その後伊勢電気鉄道は経営難に陥ったため大阪電気軌道の子会社である参宮急行電鉄と合併することとなり、揖斐・長良川橋梁と木曽川橋梁の建設は、合併直前に両社の共同出資で設立された関西急行電鉄によって建設されることとなった。建設時には当初の計画の通り国鉄から払い下げを受けた橋脚を活用することとし、1938年（昭和13年）6月に完成、供用が開始された。

## 揖斐・長良川橋梁（近鉄）
関西急行電鉄によって名古屋・桑名間が開通し、ようやく名古屋進出を果たした大軌（近鉄の前身）であったが、伊勢電気鉄道が線路規格として採用した狭軌と、大軌・参急の採用する標準軌という線路幅の違いにより直通運転はできず、参急江戸橋・参急中川間を標準軌から狭軌へ改軌することで名古屋からの列車を中川まで直通させるなど乗り換えを減らす改善策を試みるものの、名古屋や三重県北中部と伊勢や大阪方面を行き来する利用客は依然として中川での乗換えを強いられていた。そこで後の近鉄は創業50周年を目前に控え、予てよりの念願であった名阪間と名伊間の乗り換え無しの直通運転を実現するべく準備を進めていた。
それまでの揖斐・長良川橋梁は、使い古しの橋脚を用いた単線の構造であったため、将来の輸送力増強と標準軌化に対応できる、当時複線としては日本最長となる新しい橋梁への架け替えが計画された。新しい橋梁はそれまでのすぐ上流側に平行に計画され、1957年（昭和32年）10月より建設が開始された。建設に際しては国鉄関西本線揖斐・長良川橋梁の増線用として構築された未使用のケーソンの払い下げを受けた上で活用した。また、伊勢寄りにある垂直方向の鋼材が組み込まれた1スパンは、1929年（昭和4年）に完成し1942年（昭和17年）8月に新松阪～大神宮前間が廃止されたことにより不要となった伊勢電気鉄道の宮川橋梁の一部を補修の上移築したものである。
新橋梁は1959年（昭和34年）9月に完成し、当初は狭軌で運用されていたが、完成から1週間後に伊勢湾台風が上陸。名古屋線は大きな被害を受ける。名古屋線の復旧工事と合わせて標準軌化が行われた。11月、名古屋線の標準軌化とともに供用が開始された。なお旧橋梁の橋脚は現在も残されており、干潮時の川面にその姿を目にすることができる。

## 諸元
- 完成：1959年（昭和34年）9月19日
- 延長[1]：987.2m・16連・複線式・下路平行弦ワーレントラス橋
- 区間：三重県桑名市東沙上～桑名市長島町西外面

## 沿革
- 1895年（明治28年） - 関西鉄道により揖斐・長良川橋梁が完成する。
- 1928年（昭和3年） - 関西本線揖斐・長良川橋梁が架け替えられ、廃止。その後橋脚などは伊勢電気鉄道に払い下げられる。
- 1936年（昭和11年） - 伊勢電気鉄道は参宮急行電鉄と合併する。
- 1938年（昭和13年） - 関西急行電鉄（参宮急行電鉄の子会社）により整備され、関西急行電鉄揖斐・長良川橋梁として復活する。
- 1945年（昭和20年）7月24日 - 揖斐・長良川鉄橋は空襲により、爆弾の直撃を受ける。2箇所の橋梁が破損落下し不通となる。関西本線を代替線として用いるため、連絡線を設けた上で同線を一時的に電化[2]。
- 1946年（昭和21年）5月1日 - 復旧する[2]。
- 1959年（昭和34年）
  - 9月19日 - 現在の近畿日本鉄道名古屋線揖斐・長良川橋梁が完成する。
  - 9月26日 - 伊勢湾台風により名古屋線が不通となる。
  - 11月27日 - 名古屋線が全線標準軌化される。

## 隣の橋

### 長良川
（上流）長良川大橋 - 揖斐長良川水管橋 - 揖斐長良川橋（東名阪自動車道） - 揖斐・長良川橋梁（JR関西本線） - 揖斐・長良川橋梁（近鉄名古屋線） - 伊勢大橋（国道1号） - 長良川河口堰 - 揖斐長良大橋（国道23号（名四国道）） - 湾岸揖斐川橋（伊勢湾岸自動車道）（下流・河口）

### 揖斐川
（上流）油島大橋 - 揖斐長良川水管橋 - 揖斐長良川橋（東名阪自動車道） - 揖斐・長良川橋梁（JR関西本線） - 揖斐・長良川橋梁（近鉄名古屋線） - 伊勢大橋（国道1号） - 揖斐長良大橋（国道23号（名四国道）） - 湾岸揖斐川橋（湾岸伊勢湾岸自動車道）（下流・河口）